# Talha ibn Ubayd-Al·lah
Talha ibn Ubayd-Al·lah (àrab: طلحة بن عبيدالله, Ṭalḥa b. ʿUbayd Allāh) (? - 656) fou company de Mahoma i un dels primers conversos a l'islam. Fou un dels seus mubaxxara, als quals Mahoma va prometre el paradís. Era membre d'un clan quraixita i cosí d'Abu-Bakr as-Siddiq tot i que era 20 anys més jove. La seva mare era al-Saba.
Just saber l'aparició del profeta va anar corrent a la Meca, va ser presentat a Mahoma i es va fer musulmà. Va treballar com a caravaner a Síria i no va seguir Mahoma en l'hègira a Abissínia. A l'inici de l'hègira a Medina, va trobar Mahoma i Abu Bakr pel camí i els va donar robes que portava de Síria. Just abans de la batalla de Badr fou enviat per Mahoma a espiar la caravana de la Meca i no va participar per tant en aquella batalla. En canvi va participar en la batalla de l'Úhud en la qual es va distingir i per això Mahoma li va prometre el paradís. Després va participar en totes les campanyes posteriors de Mahoma.
A la mort d'aquest va donar suport a Abu-Bakr as-Siddiq com a califa. Va jugar paper destacat en la batalla de Dhu l-Kassa amb al que es va iniciar la Rida o apostasia. Va protestar contra la designació com a successor d'Úmar; Aquest el va designar com un dels sis electors i candidats a la successió, però a la seva mort estava a Medina i no va participar en l'elecció d'Uthman ibn Affan i en tornar va mostrar el seu enuig per haver estat exclòs. Uthman va oferir renunciar i permetre una nova elecció però Talha finalment li va jurar obediència i va rebre valuosos regals del califa. Nno obstant Talha li va acabar girant l'esquena i va escriure a diverses guarnicions provincials demanant la revolta contra el califa. Durant el setge del palau d'Uthman a Medina es va apoderar de les claus del tresor i va entrar en contacte amb els assetjants, en esperar que contribuiria a forçar Uthman a renunciar per ser elegit llavors com a successor. Mort Uthman, Talha va rebre alguns suports però els rebels de Kufa van donar suport a Alí ibn Abi-Tàlib i com que els ansars també es van decantar per aquest, Talha va quedar en minoria i el cap dels kufians, al-Ashtar, li va fer jurar fidelitat a Alí. Després d'això, Talha i Az-Zubayr, que havien jurat contra la seva voluntat, van fugir a la Meca i es van unir a Àïxa per demanar venjança per la sang d'Uthman i declarar Alí responsable de la mort. Van reunir un exèrcit i es van dirigir a Bàssora per a buscar suport per enderrocar Alí i fer una nova elecció. Talha i Az-Zubayr però, estaven enfrontats, ja que el segon havia estat lleial a Uthman fins al final i es considerava doncs més digna de la successió que Talha, que li havia estat deslleial.
Talha fou assassinat per un cosí d'Uthman, Marwan ibn al-Hàkam, a la batalla del Camell el 8 de desembre del 656. A la mateixa batalla va morir el seu fill Muhàmmad ibn Talha. Un altre fill, Mussa ibn Talha, va sobreviure i fou perdonat per Alí, que li va concedir la fortuna paterna.